# Apafalva
Apafalva (1891-ig Apova, szlovákul: Opava) község Szlovákiában, a Besztercebányai kerületben, a Nagykürtösi járásban.

## Fekvése
Nagykürtöstől 15 km-re nyugatra fekszik.

## Története
1342-ben „Opoa” néven említi először oklevél, a litvai váruradalomhoz tartozott, később a Koháry-Cobrug család birtoka. 1405-ben „Opwa”, 1430-ban „Opava”, 1469-ben „Apowa” néven szerepel az írott forrásokban. A 16. században a csábrági uradalom része, 1629-től a Koháryak, később a Coburgok a birtokosai. 1715-ben 30 adózó háztartása volt. 1828-ban 62 házában 407 lakos élt, akik mezőgazdasággal, szőlő- és gyümölcstermesztéssel foglalkoztak.
Vályi András szerint „APOVA. Elegyes tót falu Hont Vármegyében, a’ Csábrági Uradalomban, fekszik Csallhoz, mellynek filiája nem meszsze, birtokosa Gróf Koháry Uraság, lakosai katolikusok. Legelője elegendő, ’s mind a’ kétféle fája; de mivel szőlő hegyei nintsenek, földgyei is soványok, harmadik Osztálybéli.”
Fényes Elek szerint „Apova, Opawa, tót falu, Hont vgyében, Balassagyarmathoz 2 1/2 mfd., egy minden oldalról hegyektől környezett kietlen völgyben. Hegyes határa 1125 hold, mellyből urb. szántóföld 564 h., urb. rét 205 h., szőlő 30 h., uradalmi erdő, mellyben a lakosságnak faizása van 322 hold, 4 hold korcsmai és csősz föld. Földjei mind 3-dik osztálybeliek, agyagosak, kövesek és árkosak. Urb. házhely 25 5/8. Bora savanyu; gyümölcse sok és jó; legelő csak az erdőben. Patakmalma van a községnek. Lakja 375 ágostai, kik Csal anyaegyházhoz tartoznak. Birja Coburg hg., s a csábrági uradalomhoz tartozik.”
Hont vármegye monográfiája szerint „Apafalva, azelőtt Apova, tót kisközség, száz házzal és 315 ág. ev. vallású lakossal; vasúti állomása és távirója Balassagyarmat, postája Csáb. A község alapításáról és régi történetéről hiteles adataink nincsenek. A herczeg Coburg-Koháry család, a mely jelenleg birtokosa, már a mult század elején földesura volt a községnek. A falubeli ág. h. ev. templom újabb keletű, a régi róm. kath. templom, a mely a reformáczió korában épült, ma már csak romokban látható.”
A trianoni békeszerződésig területe Hont vármegye Ipolynyéki járásához tartozott.

## Népessége
| Év:            | 1994. | 2004. | 2014. | 2024.    |
| -------------- | ----- | ----- | ----- | -------- |
| Emberek száma: | 125   | 120   | 126   | 110      |
| Eltérés:       |       | -4 %  | +5 %  | -12,69 % |

| Év:            | 2023. | 2024.   |
| -------------- | ----- | ------- |
| Emberek száma: | 111   | 110     |
| Eltérés:       |       | -0,90 % |

1910-ben 334, túlnyomórészt szlovák lakosa volt.
2001-ben 124 lakosából 119 szlovák volt.
2011-ben 126 lakosából 105 szlovák.
2021-ben 110 lakosából 92 szlovák, 9 magyar (8,18%), 2 ukrán, 2 albán, 1 szerb, 1 egyéb, 3 ismeretlen nemzetiségű.

## Nevezetességei
- Egykori gótikus templomának romjai ma is láthatók.
- Evangélikus temploma a 19–20. század fordulóján épült.